# Hemipristis
Hemipristis es un género de tiburones de la familia Hemigaleidae, del orden Carcharhiniformes. Este género fue descrito por Louis Agassiz en 1843.
Hemipristis posee dos tipos distintos de dientes en cada sección de su mandíbula. Los que están en la mandíbula superior actúan como cuchillos, cortando la carne de la presa, mientras que los puntiagudos actúan como tenedores, ya que lanzan y sujetan a la presa. 

## Especies
Especies reconocidas del género:
- Hemipristis elongata (Klunzinger, 1871)
- Hemipristis curvatus
- Hemipristis serra[3]

### Lectura recomendada
- Cyril Walker & David Ward (1993) - Fossielen: Sesam Natuur Handboeken, Bosch & Keuning, Baarn. ISBN 90-246-4924-2.